# لويس ر. فيرا
لويس ر. فيرا (بالإسبانية: Luis R. Vera)‏ هو رسام وكاتب ومخرج تشيلي، ولد في 1952.

## وصلات خارجية
- لويس ر. فيرا على موقع IMDb (الإنجليزية)
- لويس ر. فيرا على موقع ألو سيني (الفرنسية)
- لويس ر. فيرا على موقع أول موفي (الإنجليزية)
- لويس ر. فيرا على موقع قاعدة بيانات الأفلام السويدية (السويدية)
- لويس ر. فيرا على موقع قاعدة بيانات الفيلم (الإنجليزية)
- لويس ر. فيرا على موقع كينوبويسك (الروسية)